# Xushui
Xushui (徐水区,  Xúshuǐ Qū) ist ein Stadtbezirk der bezirksfreien Stadt Baoding in der chinesischen Provinz Hebei. Er hat eine Fläche von 736 Quadratkilometern und zählt etwa 600.000 Einwohner (2015). Sein Hauptort ist die Großgemeinde Ansu (安肃镇).
Die Nanzhuangtou-Stätte (Nanzhuangtou yizhi 南庄头遗址) und die Stätte der alten Liu-Ling-zui-Brauerei (Liulingzui shaoguo yizhi 刘伶醉烧锅遗址) stehen seit 2001 bzw. 2006 auf der Liste der Denkmäler der Volksrepublik China.

## Administrative Gliederung
Auf Gemeindeebene setzt sich der Stadtbezirk aus sieben Großgemeinden und sieben Gemeinden zusammen.